# Брянский машиностроительный завод
Брянский машиностроительный завод — машиностроительное предприятие в Брянске, одно из старейших в России. Ведёт свою историю с конца XIX века, основная продукция — железнодорожные машины: магистральные и маневровые железнодорожные локомотивы, вагоны различного предназначения, дизельные двигатели, включая судовые. Входит в состав «Трансмашхолдинга».

## История

### В Российской Империи

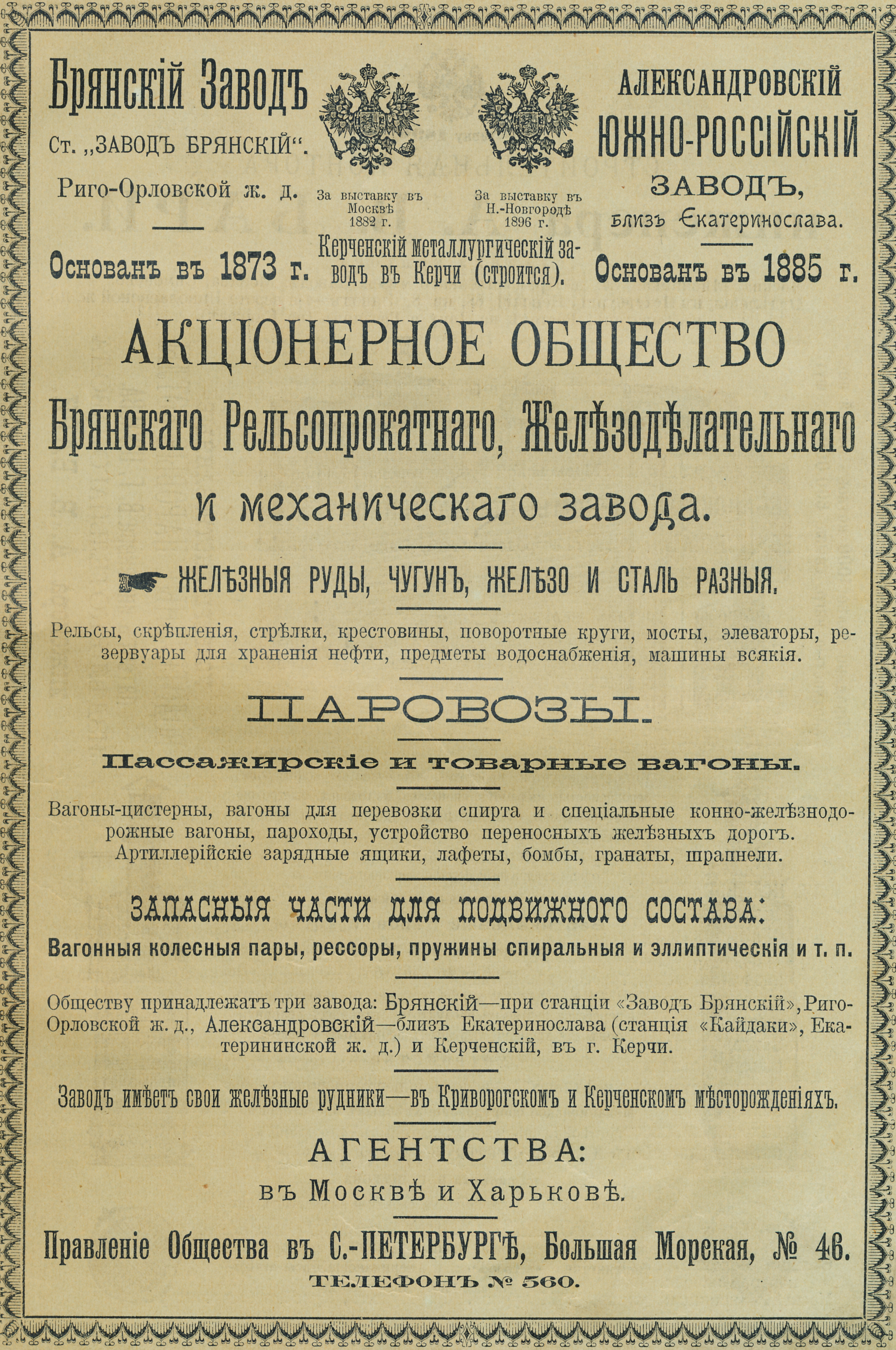
Реклама АО Брянского завода, 1899 год.

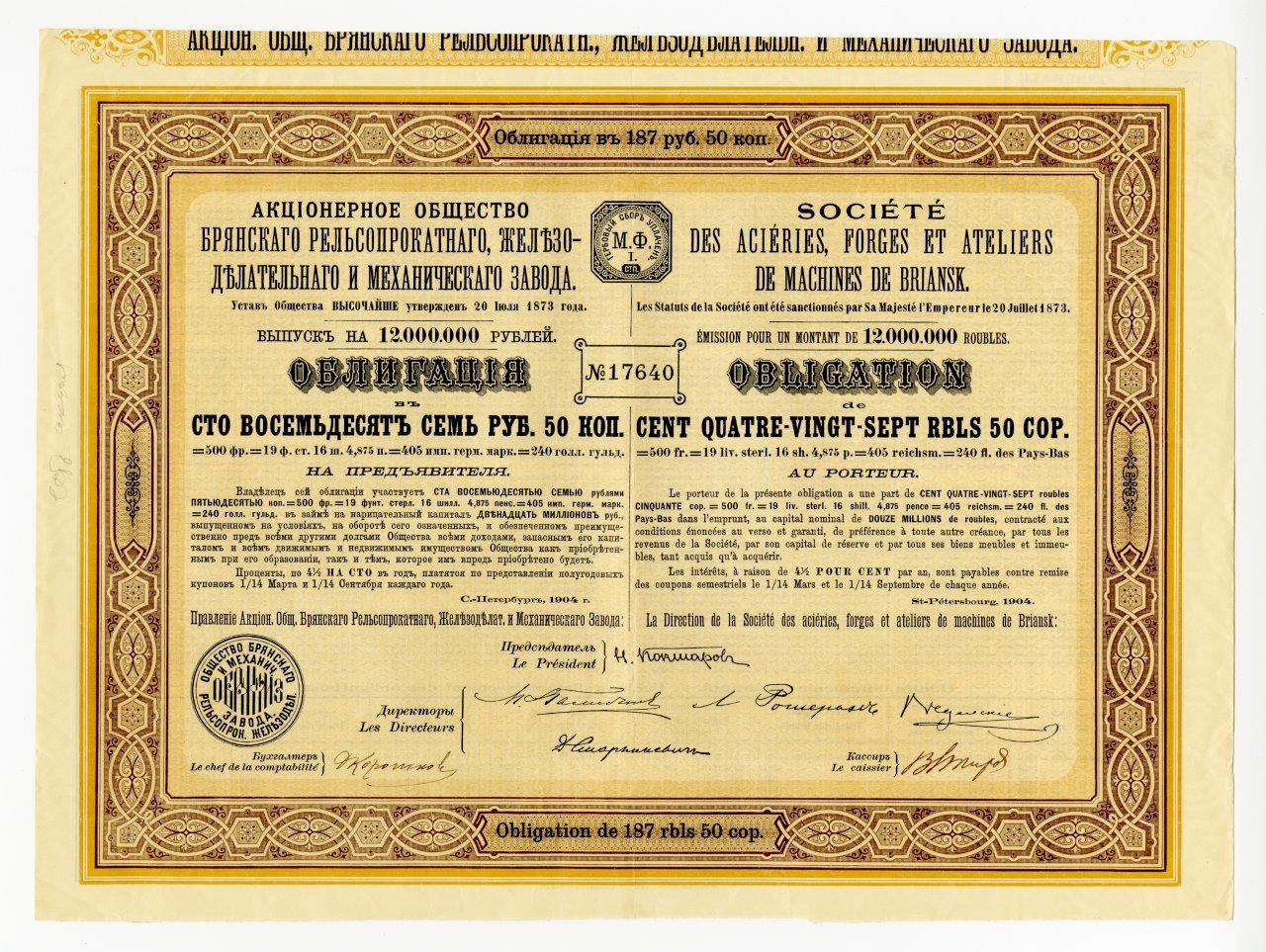
Облигация в 187,5 руб. (выпуск на 12 млн руб.) на предъявителя Акционерного общества Брянского рельсопрокатного, железоделательного и механического завода. С.-Петербург, 1904 год.

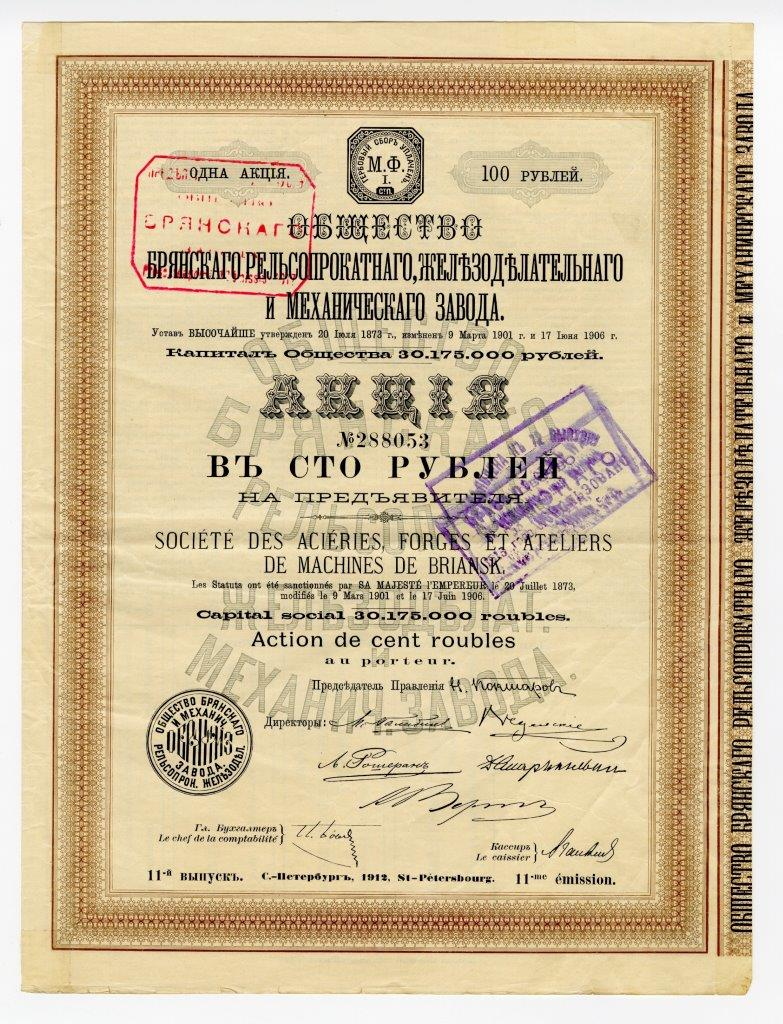
Акция в 100 руб. на предъявителя Акционерного общества Брянского рельсопрокатного, железоделательного и механического завода с основным капиталом в 30,175 млн руб. 11-й выпуск. С.-Петербург, 1912 год.

В 1865 году на месте будущего машиностроительного завода, в лесном массиве на берегу Болвы, П. И. Губониным был устроен лесопильный завод, производивший шпалы для строящейся Орловско-Витебской железной дороги.
20 июля 1873 года было подписано Высочайшее разрешение «на учреждение акционерного общества Брянского рельсопрокатного, железоделательного и механического завода для добывания металлов и минералов, для выплавки чугуна, выделки железа и стали и приготовления из них изделий на продажу». Это общество объединяло заводы в Бежице и Александровский Южно-Российский железоделательный и железопрокатный завод в Екатеринославе. Учредителями общества стали П. И. Губонин и В. Ф. Голубев, к которым вскоре присоединился князь В. Н. Тенишев, ставший управляющим. Правление общества располагалось в Санкт-Петербурге по адресу ул. Большая Морская, 46.
Вокруг завода образовался посёлок Бежица, быстро выросший в крупный промышленный город (ныне — крупнейший административный район города Брянска).
В 1876 году на заводе было построено шесть литейных печей для выпуска стальных рельсов (вместо чугунных). В 1878 году Брянский завод произвел треть выпускаемой в России стали и занял второе место в стране после Путиловского завода.
В 1880-е годы, когда В. Н. Тенишев был назначен председателем правления компании, завод начал выпуск первых железнодорожных грузовых вагонов, платформ и цистерн, а также освоил производство броневых плит для боевых кораблей, стальных листов для пароходов и элеваторов, литых колес для паровозов и вагонов. В 1882 году на Всероссийской промышленной выставке в Москве за высокое качество продукции Брянский рельсопрокатный завод получил право изображать на своих изделиях государственный герб — двуглавого орла.
В 1892 году на предприятии построен первый паровоз со стальными колёсами серии ОД.
В 1896 году продукция завода экспонировалась на Всероссийской промышленной выставке в Нижнем Новгороде. Среди экспонатов были товарный четырёхосный паровоз, пассажирский вагон III класса, вагон-цистерна на 1500 пудов керосина, паровой котёл производства «Бабкок-Вилькокс» (англ.), большая коллекция стальных литых колёс, фасонного литья.
В 1900 году на всемирной выставке в Париже демонстрировался один из паровозов «Фита» типа 0-3-0+0-3-0, шарнирно-сочленённый системы Маллета, 1050 л. с. на тот момент самый мощный в мире.

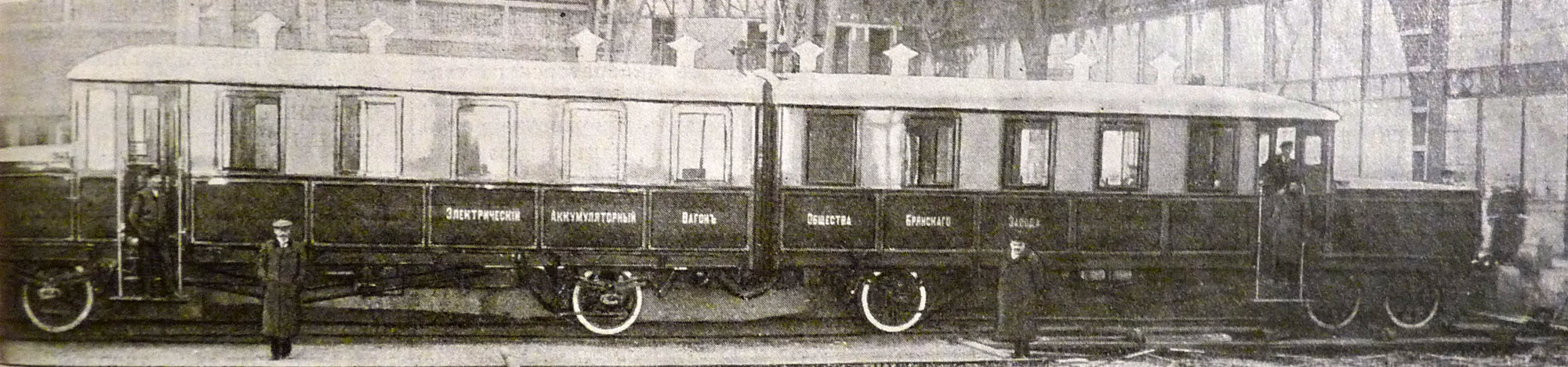
Сдвоенный пассажирский аккумуляторный моторный вагон производства Общества Брянского Завода, 1910 год

На выставке 1905 года в Омске завод получил высшую награду: Большую золотую медаль — за чугунные трубы, которые использовались для водопроводов, канализации и других сооружений. К 1910 году завод сформировался в крупнейшее промышленное предприятие с хорошо организованными производствами паровозостроения, вагоностроения, общего машиностроения, сельскохозяйственного машиностроения, производства военной техники.
В 1902 году завод прекратил собственно металлургическое производство и перешёл на выпуск продукции крупного машиностроения (паровозы, вагоны, с 1906 года — сельскохозяйственная техника, с 1908 года — краны и подъёмные машины, и т. д.). С 1907 года началось производство паровозов модели Б с конструкционной скоростью 125 км/ч.
С 1910 года на заводе началось производство кранов различного назначения грузоподъёмностью от 7 до 260 тонн. Электрических мостовых кранов построено свыше 450 штук. В 1913 году на заводе было 11 650 рабочих, сумма производства составляла 13,8 млн рублей. Завод был крупнейшим среди металлургических предприятий всей России с объёмом собственного капитала и входил в первую пятёрку по стоимости активов.

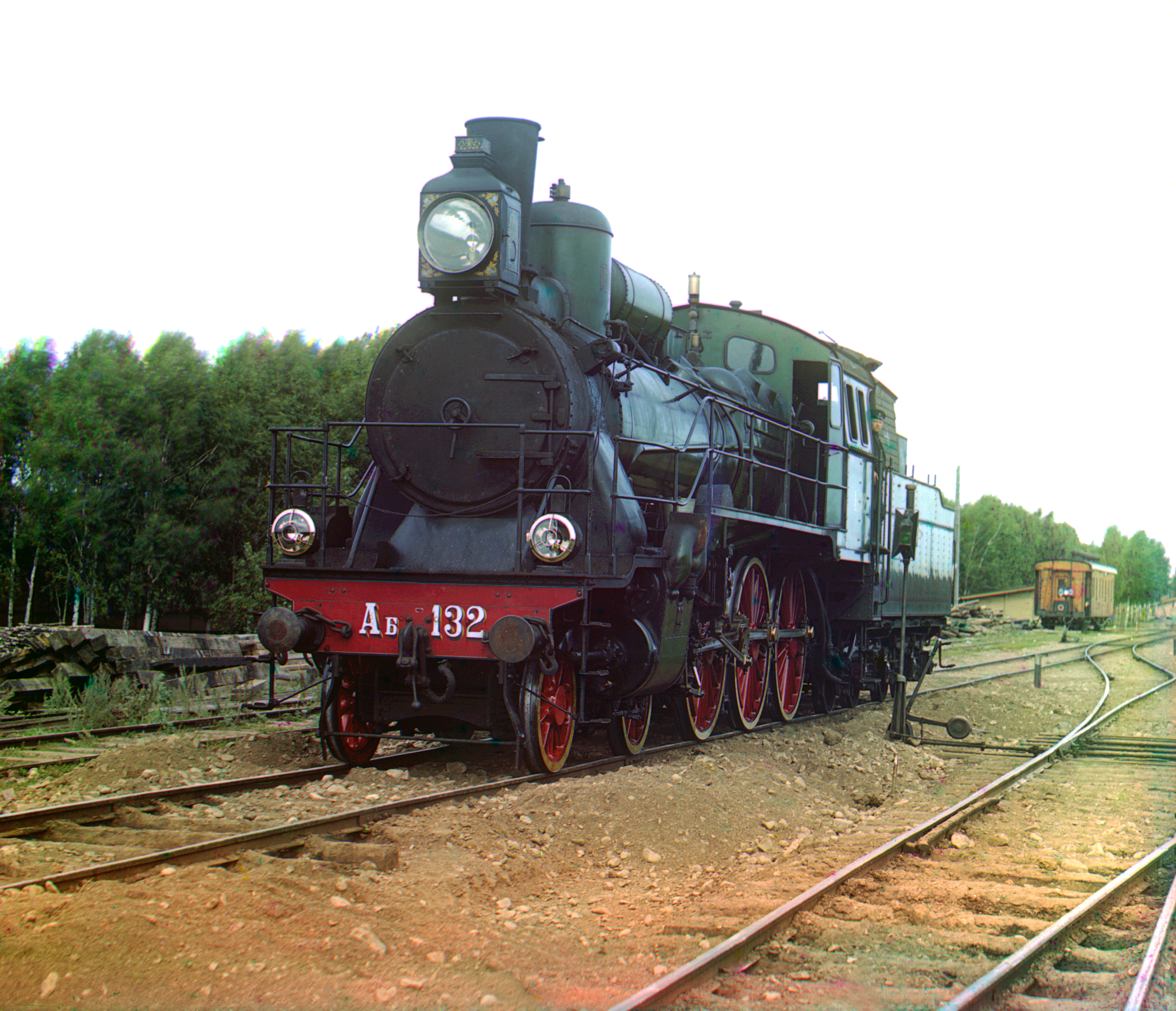
Паровоз А_{б}−132 (с 1912 года — Б-51) на фотографии Сергея Прокудина-Горского

В первое десятилетие XX века на заводе было создано производство артиллерийских снарядов, объём которого быстро и неуклонно возрастал все предвоенные годы. Со времени начала Первой мировой войны Брянский завод поставлял для фронта фугасные снаряды, военное производство составило в 1915 году до 97 % от общего объёма выпуска продукции.
20 апреля 1915 года завод посетил император Николай II. В пролёте кранового цеха для него организовали общезаводскую выставку, а само помещение позже переименовали в Николаевский цех.

### Советское время
После Октябрьской революции БМЗ выпускал бронепоезда, производя 19 % паровозов в стране, 60 % большегрузных вагонов. В 1923 году завод был переименован в «Красный Профинтерн», и официально носил это название до Великой Отечественной войны. В 1930 году на базе завода был открыт Бежицкий машиностроительный институт (сегодня — Брянский государственный технический университет).
К 1940 году завод выпускал 28 % паровозов серии СО, 100 % большегрузных цистерн, 38 % изотермических вагонов, 29 % большегрузных вагонов и платформ от общего выпуска в стране.
Во время Великой Отечественной войны завод был эвакуирован, организацией этого процесса руководили М. Н. Раздобаркин и Н. С. Чумичев. Основная масса оборудования и работающих — 6 тысяч вагонов и 15 тысяч человек — были отправлены в Красноярск, где был создан Красноярский паровозостроительный завод (ныне — Сибирский завод тяжёлого машиностроения).
Через три дня после освобождения Брянска началось восстановление разрушенного завода, и 23 октября 1943 года он был запущен. В 1945 году он был передан в ведение Народного Комиссариата тяжёлого машиностроения.
В 1946 году освоен выпуск паровозов «Победа» (разработка Коломенского завода), а год спустя было возобновлено вагоностроение. Конструкторы разработали свыше 20 типов вагонов и цистерн. В течение 10 лет завод выпускал паровые турбины и одновременно организовал производство новой для страны продукции — передвижных паровых электростанций (энергопоездов). В 1958 году заводу было поручено организовать выпуск маневровых тепловозов ТЭМ1. Спустя десять лет БМЗ начал выпускать тепловозы марки ТЭМ2.
В 1956 году предприятию было присвоено нынешнее название — Брянский машиностроительный завод.
В январе 1959 года БМЗ заключил лицензионное соглашение с Burmeister & Wain на право производства мощных малооборотных судовых дизелей, впервые в стране. Первый двигатель ДБ-1 (7ДКРН 74\160, мощностью 8750 л. с.) был испытан в сентябре 1961 года. С того времени собрано и отправлено на судостроительные верфи почти тысяча двигателей. Тысячный дизель ДБ 72, мощностью 12900 л. с. стоит напротив музея завода.
С 1962 года завод изготавливал рефрижераторные секции с машинным охлаждением (фреон) и электроотоплением для перевозки скоропортящихся грузов на дальние расстояния.
В 1965 году проведена реорганизация структуры управления заводом. Созданы специализированные производства: дизельное, транспортного машиностроения, металлургическое. С тех пор специализация сохраняется.
С 1988 по 1995 годы производил маневровый тепловоз с электрической передачей ТЭМ15, как дальнейшее развитие серии ТЭМ2М.
В начале 1980-х БМЗ приступил к выполнению новой задачи по строительству завода тепловозных дизелей (завод внутри завода). На нем развернулось производство дизель-генератора 10Д100 (стоит на территории БМЗ около музея). «1 мая 1984 года на стенде экспериментального цеха запустили первый брянский дизель 10Д100».

### Современный период

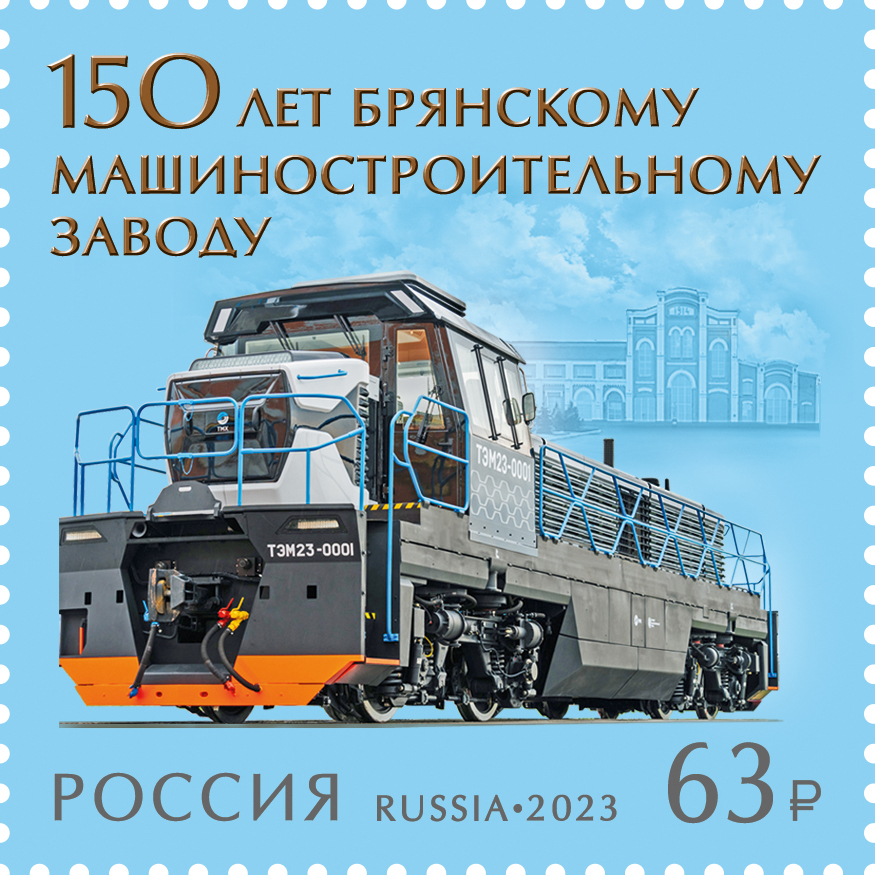
Почтовая марка России, 2023 год. 150 лет Брянскому машиностроительному заводу

С 1996 года на заводе освоен капитально-восстановительный ремонт дизелей. В 2006 году прекращено производство двигателей модели 10Д100.
С 2002 года БМЗ входит в состав ЗАО «Трансмашхолдинг». В 2005 году изготовлен первый российский грузовой магистральный двухсекционный тепловоз с электрической передачей переменно-постоянного тока с коллекторными тяговыми электродвигателями 2ТЭ25К «Пересвет». Закрыты цеха товаров народного потребления (бытовые котлы, газовые колонки). В 2006 году изготовлен первый магистральный грузовой двухсекционный тепловоз с асинхронным приводом 2ТЭ25А «Витязь».
В 2009 году завод столкнулся с большими трудностями в получении заказов, из-за чего были приняты непопулярные меры по сокращению персонала на производстве. В 2012 году с приходом нового генерального директора А. А. Василенко начаты масштабные работы по обновлению оборудования завода и ремонту производственных помещений.
На БМЗ организовано 4 основных цеха: магистральных и маневровых тепловозов, тележечный и холодно-прессовый. В апреле 2016 года Брянский машиностроительный завод стал первым предприятием российской железнодорожной отрасли, получившим сертификат соответствия национальному стандарту Российской Федерации по бережливому производству (ГОСТ Р 56404 — 2015).
С 2003 по 2017 годы завод выпускал грузовые вагоны различного назначения: вагоны-хопперы для перевозки цемента (мод. 19-3018), минераловозы (мод. 19-3054-01 с рычажным и рычажно-винтовым механизмами разгрузки), зерновозы (мод. 19-3054), вагон-хоппер 19-3058 с увеличенным объёмом кузова и шиберным механизмом разгрузки.
Имея многолетний опыт создания маневровых тепловозов, специалисты разработали новую линейку машин. В последние годы изготовлены гибридный тепловоз ТЭМ33, двухдизельный ТЭМ35, газопоршневый тепловоз ТЭМ19, работающий на сжиженном газе.
В 2015 году на Брянском машиностроительном заводе началось серийное производство тепловоза 2ТЭ25КМ. Получен сертификат соответствия на новый маневровый тепловоз ТЭМ28 с электрической передачей переменно-постоянного тока. Локомотив способен оперировать составами, масса которых в 1,5 больше, чем у маневровых тепловозов массовых серий.
Также на заводе производятся узлы и детали для эскалаторов, которые по своим точностным характеристикам сопоставимы с судовыми дизелями.
В 2021 году построен маневровый тепловоз ТЭМ23 в обновлённом дизайне.
В 2022 году построен тепловоз 3ТЭ28 — версия 3ТЭ25К2М с заменой американского двигателя на российский.

## Номенклатура производства
Брянский машиностроительный завод производит:
- маневровые тепловозы различных модификаций, в том числе ТЭМ18, ТЭМ18Д, ТЭМ18ДМ, ТЭМ-ТМХ;
- грузовые магистральные тепловозы, в том числе 2ТЭ25К («Пересвет»), 2ТЭ25А («Витязь»); 2ТЭ25КМ;
- запчасти для железнодорожного транспорта;
- вагоны-хопперы для перевозки сыпучих грузов (модели 19-3116) и минеральных удобрений (19-3054);
- полувагоны универсальные с разгрузочными люками модели 12-3090. Производство запущено в 2011 году. В настоящее время не производятся.
- продукцию металлургического производства — пружины, поглощающие аппараты, стальное, чугунное и цветное литьё. Не производится с 1 октября 2014 года в связи с ликвидацией производства.

| Продукция                     | Марка                         | 2006 | 2007 |                                        |
| ----------------------------- | ----------------------------- | ---- | ---- | -------------------------------------- |
| Маневровые тепловозы          | ТЭМ18 (различных модификаций) | 145  | 55   | На подъездных путях в Москве           |
| Маневровые тепловозы          | ТЭМ18Д                        | -    | 101  | На подъездных путях в Москве           |
| Грузовые вагоны               | Грузовые вагоны               | 1902 | 2173 |                                        |
|                               |                               | 11   | 10   |                                        |
| Капитальный ремонт тепловозов | ТЭМ2                          | 7    | 2    | Тепловоз ТЭМ2-5135 на станции Томск-II |

## Структурные подразделения

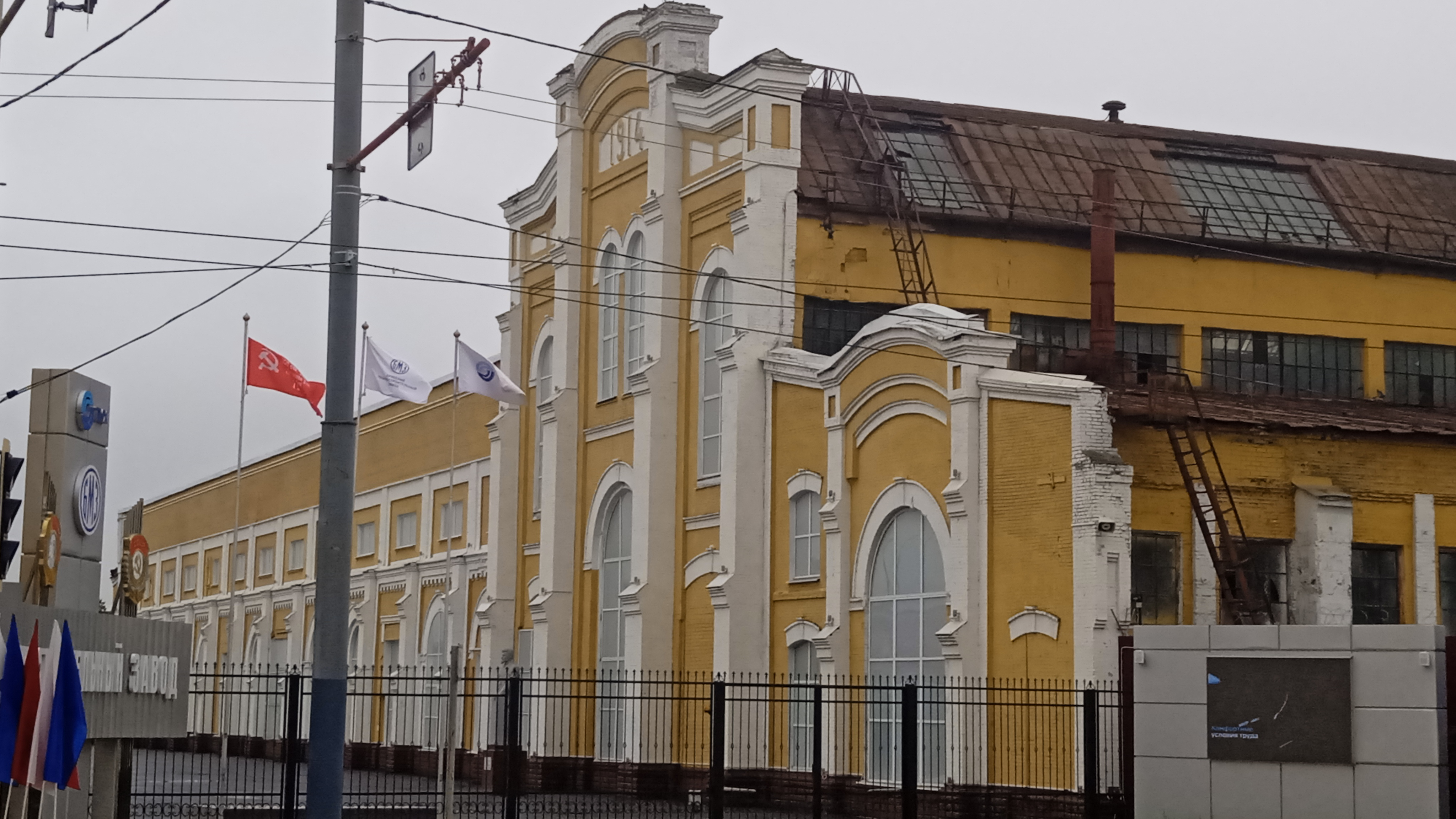
Фасад Николаевского цеха в 2023 году

На предприятии четыре основных цеха:
- ЦМТ-2 — магистральных тепловозов,
- ЦМТ-1 — маневровых тепловозов,
- ЖСЦ — железнодорожно-складской цех,
- ТЦ — тележечный.

Предприятие управляется через АО «Управляющая компания „Брянский машиностроительный завод“».

## Руководители предприятия
- Крахт, Владимир Федорович (1873—1892)
- Ильин, Николай Васильевич (1892—1901)
- Андерсон, Карл Карлович (1901—1906)
- Буховцев, Борис Иванович (1906—1917)
- Рожков, Александр Зиновьевич (1917—1918)
- Ульянов, Андрей Тимофеевич (1918)
- Игнатов (Игнатьев), Михаил Макарович (1918)
- Бейцман, Самуил Евзорович (1918—1919)
- Желтов, Иван Иванович (1919—1920)
- Анишкин, Николай Алексеевич (1920)
- Шур, Константин Владимирович (1920)
- Конюхов, Н. (1920—1921)
- Харитоненков, Николай Степанович (1922—1923)
- Савицкий, Николай Владимирович (1923—1925)
- Зиновьев, В. (1925)
- Портенко, С. (1925—1928)
- Столбов, Петр Матвеевич (1928—1930)
- Токарев, В. (1930—1931)
- Вершин, Иван Дормидонтович (1931—1934)
- Штейн, Иосиф Григорьевич (1935—1937)
- Шрейдер, Анатолий Григорьевич (1937)
- Клименков, Василий Яковлевич (1938)
- Бибенин, Николай Леонович (1938—1940)
- Раздобаркин, Максим Никитович (1940—1944)
- Гоциридзе, Спартак Валерианович (1941)
- Чумичев, Николай Семёнович (1941—1943) — главный инженер
- Иосифов, Николай Георгиевич (1944—1945)
- Аброскин, Павел Иванович (1945—1951)
- Бегтин, Анатолий Васильевич (1951—1952)
- Ланцов, Пётр Акимович (1952—1953)
- Гармашев, Александр Фомич (1953—1956)
- Юшков, Владимир Васильевич (1956—1962)
- Филюков, Леонид Матвеевич (1962—1967)
- Буров, Геннадий Павлович (1967—1985)
- Чебриков, Артур Николаевич (1985—1995)
- Капустин, Алексей Яковлевич (1995—2002)
- Задорожный, Анатолий Александрович (2002—2012)
- Василенко, Александр Альбертович (2012—2019)
- Власенко, Андрей Витальевич (2019—2020)
- Яковлев, Вадим Николаевич (2020—2024)
- Попругин, Александр Сергеевич (с 2024)

## Известные сотрудники
- Киреев, Борис Степанович — Герой Труда[8].